# Perron-3
Perron-3 is de naam van het sociaal-cultureel centrum in Rosmalen, dat sinds 2009 is geopend. Het is gevestigd in het verbouwde voormalige gemeentehuis van Rosmalen.